# Drahitjyn
Drahitjyn (belarusiska: Драгічын) även Drogitjin (ryska: Дрогичин) är en stad i Belarus, som är huvudort i Drahіtjyn rajon och som ligger i Brests voblast, i den västra delen av landet, 250 km sydväst om huvudstaden Mіnsk. Antalet invånare är 14 898.

## Natur
Terrängen runt Drahitjyn är mycket platt. Det finns inga andra samhällen i närheten. 